# Dracontogena
Dracontogena is een geslacht van vlinders van de familie bladrollers (Tortricidae).

## Soorten
- D. bernardi Karisch, 2005
- D. hoppei Karisch, 2005
- D. lucki Karisch, 2005
- D. metamorphica (Meyrick, 1928)
- D. niphadonta Diakonoff, 1970
- D. schnirchi Karisch, 2005
- D. tonitraulis (Meyrick, 1934)